# Hố va chạm Vredefort
Hố va chạm Vredefort là hố va chạm lớn nhất đã được xác nhận trên Trái Đất, với đường kính ban đầu ước tính khoảng 300 km. Nó nằm tại tỉnh Free State, Nam Phi và được đặt theo tên thị trấn Vredefort, nằm gần trung tâm của hố. Mặc dù hố va chạm đã bị xói mòn từ lâu, nhưng các cấu trúc địa chất còn lại tại trung tâm của nó được gọi là Vòm Vredefort hay cấu trúc va chạm Vredefort vẫn còn khá rõ. Năm 2005, Vòm Vredefort đã được thêm vào danh sách của Di sản thế giới của UNESCO bởi địa chất của nó.

## Hình thành và cấu trúc
Tiểu hành tinh va chạm với Trái Đất tại Vredefort ước tính là một trong những tiểu hành tinh lớn nhất từ trước tới nay (ít nhất là kể từ Liên đại Hỏa thành khoảng 4 tỷ năm trước tới nay), được cho là có đường kính khoảng 5–10 km (3,1-6,2 mi). Sao băng lửa đã tạo ra bồn địa Sudbury thậm chí có thể còn lớn hơn.
Hố ban đầu được ước tính có đường kính khoảng 300 km (190 dặm), nhưng đã bị xói mòn. Như thế, nó lớn hơn kích thước 250 km (160 dặm) của bồn địa Sudbury và 180 km (110 dặm) của hố va chạm Chicxulub. Cấu trúc còn lại, "vòm Vredefort", bao gồm một cấu trúc gồm các ngọn đồi xếp thành vòng tròn khuyết với đường kính 70 km, là kết quả của sự phục hồi của đá bên dưới điểm va chạm sau khi xảy ra va chạm.
Tuổi của hố được ước tính là 2,023 tỷ năm (± 4 triệu năm), thuộc Đại Cổ Nguyên Sinh. Đây là hố va chạm lâu đời thứ hai được biết đến trên Trái Đất, trẻ hơn gần 300 triệu năm so với hố va chạm Suavjärvi ở Nga.
Vòm ở trung tâm của hố ban đầu được cho là đã được hình thành bởi một nổ núi lửa, nhưng vào giữa thập niên 1990, bằng chứng cho thấy nó đã hình thành bởi va chạm của một sao băng lửa rất lớn, do các nón tiêu tan chỉ báo được phát hiện tại khu vực lòng sông Vaal gần đó.
Gần đó là hệ thống núi lửa Bushveld (BIC) và bồn địa Witwatersrand đã được hình thành trong thời gian này, dẫn đến suy đoán rằng khối lượng và tác động của sao băng lửa tại Vredefort đã đủ lớn để tạo ra núi lửa trong khu vực. BIC là vị trí dự trữ của hầu hết kim loại quý trên thế giới thuộc nhóm bạch kim, trong khi lưu vực Witwatersrand nắm giữ hầu hết dự trữ về vàng.